# Province de Médiouna
 (décembre 2011).
Si vous disposez d'ouvrages ou d'articles de référence ou si vous connaissez des sites web de qualité traitant du thème abordé ici, merci de compléter l'article en donnant les références utiles à sa vérifiabilité et en les liant à la section « Notes et références ».
La province de Médiouna est une subdivision à dominante rurale de la région marocaine du Casablanca-Settat.
La province comprend deux communes urbaines (ou municipalités) et trois communes rurales : 
- municipalité de Médiouna ;
- municipalité de Tit Mellil ;
- commune rurale de Lahraouyine
- commune rurale d’El Majjatia Ouled Taleb ;
- commune rurale de Sidi Hajjaj Oued Hassar.

Cette province est aussi constituée de trois pachaliks et deux caïdats : 
- pachalik de Médiouna ;
- pachalik de Tit Mellil ;
- pachalik de Lahraouyine ;
- caïdat de Médiouna ;
- caïdat de Tit Mellil.

## Histoire
La province fut créée le 10 septembre 2003 à la suite du décret mettant en place le nouveau découpage administratif du pays.

## Géographie

### Superficie
La province de Médiouna couvre une superficie totale de 234 km², dont 225 en zone rurale.

### Limites de la géographie
Cette province est limitée au nord par la province de Ben Slimane, au sud par la province de Nouaceur, à l’ouest par la ville de Casablanca et à l’est par la Province de Settat.

## Démographie
42 % de la population a moins de 20 ans. Aussi : 80 % de cette population a moins de 40 ans. 
| 62 609                                                  | 122 851 | 143 490 |
| 1994, 2004 : recensement officiel ; 2007 : calculation. |         |         |

## Villes de la province
| Municipalités           | Population en 1994 | Population en 2004 |
| ----------------------- | ------------------ | ------------------ |
| Al Majjatia Oulad Taleb | 16 182             | 23 322             |
| Lahraouyine             | 16 135             | 52 862             |
| Sidi Hajjaj Oued Hassar | 12 820             | 20 245             |
| Médiouna                | 11 661             | 14 712             |
| Tit Mellil              | 5 796              | 11 710             |

## Climat
La province se caractérise par un climat océanique avec une température moyenne de 13 °C lors de l'hiver et de 23 °C pendant la saison chaude. Les précipitations pluviométriques peuvent s’élever à 376 mm en année normale.

## Économie

### Agriculture
La superficie agricole utile s’élève à 14 862 hectares. Le reste de la superficie de la province est de 1 550 hectares de forêts et de 6 988 hectares de pacage et de terres incultes.
Près de 51 % des exploitations occupent moins de 5 hectares ; ces 51 % représentent à eux seuls 14 % de la superficie totale de l'exploitation.
L’agriculture présente au niveau de la province consiste essentiellement en céréales et fourrages.

#### Élevage
Dans cette province, le cheptel, recensé au titre de l’année 2003, s’élève à 55 222 têtes dont plus de la moitié sont des ovins. La quantité de lait produite en 2003 atteint les 8,8 millions de litres.

#### Aviculture
Le nombre d’unités avicoles est de 40 pour 961 tonnes de viande blanche et environ 64,2 millions d’œufs.

### Industrie
La province compte 100 unités spécialisées dans l'industrie employant près de 2 500 personnes de manière permanente et occasionnelle.
Ces unités sont concentrées essentiellement dans la chimie et parachimie, les IMME, le bois-papier-carton, le textile et le cuir.
Cette province dispose aussi de deux zones industrielles. La première est réalisée par des promoteurs privés sur une superficie de 21 hectares. La seconde se trouve à Tit Mellil en partenariat entre la municipalité et les promoteurs privés sur une superficie de 46 hectares.
Les deux zones disposent à elles deux de 383 lots.

### Artisanat
Les emplois liés à l'artisanat n’atteignent pas le millier d'employés.

### Commerce
L’activité commerciale est constituée principalement de commerce dit " de détail ". Le nombre de commerçants s’élève à environ 1 200.
Il y a lieu toutefois de souligner l’existence de deux grands souks hebdomadaires : 
- Souk Sebt de Tit Mellil ;
- Souk Lakmiss de Médiouna.

## Éducation
Près de 37 établissements scolaires sont implantés dans la province de Médiouna pour un effectif de 23 705 élèves. Il y a également trois maisons de jeunes situées à Médiouna, à Tit Mellil et El Mejjatia Ouled Taleb, une salle omnisports à Tit Mellil et cinq terrains de football au niveau des communes relevant de cette province.

## Santé
La province dispose de 6 centres de santé et d’un hôpital psychiatrique d’une capacité de 150 lits. Il y a 17 médecins et 36 infirmiers. Les cas graves et les malades nécessitant des soins médicaux spécialisés sont évacués vers les hôpitaux de Casablanca.

## Culture
La Province est l'organisatrice de 3 principales manifestations culturelles. Il s’agit du Moussem de Sidi Ahmed Belahcen dans la Commune d’El Mejjatia Ouled Taleb en juillet et en avril ; du camping printanier en avril ; et enfin, de la semaine culturelle du Lycée Ibn Batouta dans la municipalité de Médiouna en avril.

## Sources
- Description de la province sur le site officiel de la ville de Casablanca
- Les atouts de la province sur le site de Casablanca